# La figlia della jungla (film 1936)
La figlia della jungla (The Jungle Princess) è un film del 1936, diretto da Wilhelm Thiele.

## Trama
Christopher Powell si trova in Malaysia con la fidanzata e suo padre a caccia di animali feroci. Durante una battuta di caccia viene assalito da una tigre e abbandonato dalle guide che lo credono morto. La tigre è in realtà il cucciolo di Ulah, una bellissima ragazza cresciuta da sola nella giungla che porta Christopher nella sua grotta per curarlo. Una volta guarito l'uomo torna al campo seguito dalla ragazza, ormai innamorata di lui. La gelosia della fidanzata e il sospetto degli indigeni nei confronti della ragazza e soprattutto della tigre portano un sacco di guai.

## Produzione
Prodotto dalla Paramount Pictures, il film venne girato negli studi della casa di produzione, a Hollywood, al 5555 di Melrose Avenue.

## Distribuzione
Negli Stati Uniti, la Paramount lo distribuì nelle sale il 27 novembre 1936 con il titolo originale The Jungle Princess. Nel 1937, il film uscì anche in Danimarca (12 febbraio, come Jungle-pigen), Slovenia (10 marzo), Armenia (13 marzo), Finlandia (20 marzo, come Viidakkotyttö), Algeria (24 marzo), Svezia (26 marzo, come Djungelflickan), Andorra (2 aprile), Ungheria (15 aprile, come A dzsungel királynője), Reunion (22 aprile), Bielorussia (6 maggio), Bulgaria (12 maggio), Barbados (27 maggio). Il 17 febbraio 1938, fu distribuito in Portogallo con il titolo A Princesa da Selva.